# 于尔齐希
于尔齐希是德国莱茵兰-普法尔茨州的一个市镇。总面积6.04平方公里，总人口860人，其中男性432人，女性428人（2011年12月31日），人口密度142人/平方公里。